# Will Bradley
Wilbur Schwichtenberg (12 de julho de 1912 - 15 de julho de 1989), conhecido profissionalmente como Will Bradley, foi um trombonista e líder de banda americano durante as décadas de 1930 e 1940. Ele tocou músicas de swing, dance e boogie-woogie, muitas delas escritas por Don Raye.

## Carreira
Nascido em Newton, Nova Jersey, Bradley foi criado em Washington, Nova Jersey. Em 1928, ele se mudou para Nova York e tornou-se membro de bandas como Red Nichols & His Five Pennies. Durante a década de 1930, ele era músico de estúdio da CBS, exceto por um ano com a orquestra Ray Noble.
Em 1939, ele começou uma big band com Ray McKinley, um baterista balanço e vocalista do Texas, e mudou seu nome de Schwictenberg para Will Bradley. A banda incluía Freddie Slack, Arthur Rollini, Peanuts Hucko, Lee Castle e Pete Candoli. Os vocalistas incluíram Terry Allen, Carlotta Dale, Lynn Gardner, Steve Jordan, Ray McKinley, Phyllis Myles, Larry Southern e Jimmy Valentine.
A banda Bradley tornou-se conhecida pelo boogie-woogie, particularmente seu disco de sucesso "Beat Me Daddy, Eight to the Bar". A música alcançou o top 10 da parada de música popular da revista Billboard, assim como "Scrub Me Mama with a Boogie Beat" e "Down the Road a Piece". A última música foi gravada pelo Will Bradley Trio, composto por McKinley, Slack e Doc Goldberg, com vocais convidados do compositor Don Raye.
Em 1942, McKinley partiu para formar sua própria banda. Bradley contratou o trompetista Shorty Rogers e a baterista Shelly Manne, mas muitos membros acabaram nas forças armadas devido ao recrutamento, e a banda se dissolveu. Pelo resto de sua carreira musical, Bradley compôs música de câmara e obras de orquestra.

## Morte
Ele morreu em 15 de julho de 1989, em Flemington, Nova Jersey, três dias após seu 77º aniversário

## Rádio
Bradley foi o líder da banda no Summer Silver Theatre na CBS em 1941, com Ed Sullivan como apresentador do programa.

## Discografia
- Boogie-Woogie (Epic, 1954)
- Jazz Encounter (Waldorf Music Hall, 1955)
- Jazz - Dixieland and Chicago Style (Waldorf Music Hall, 1955)
- 1941 (Circle, 1986)[6]

Com Ruth Brown
- Ruth Brown (Atlântico, 1957)

Com Charlie Parker
- Big Band (Clef, 1954)